# Liga de Campeones 2 de la AFC 2025-26
La Liga de Campeones 2 de la AFC 2025-26 será la segunda edición de la segunda competición de clubes masculinos de fútbol de la Confederación Asiática de Fútbol. El torneo contará con 32 equipos.
El ganador recibirá un lugar en la  Fase de liga de la Liga de Campeones Élite 2026-27 si aún no se ha clasificado mediante su liga local.

## Cupos por asociación
Las asociaciones reciben plazas según su clasificación en las competiciones de clubes, que se publicó después de que se completaron las competiciones de 2024-25. Las plazas están sujetas a un reequilibrio posterior en función de los resultados de la competición de 2025-26.

| Zona Oeste | Zona Oeste | Zona Oeste                                       | Zona Oeste | Zona Oeste | Zona Oeste |
| Ranking    | Ranking    | Asociación                                       | Puntos     | Cupos      | Cupos      |
| Zona       | AFC        | Asociación                                       | Puntos     | Principal  | Preliminar |
| ---------- | ---------- | ------------------------------------------------ | ---------- | ---------- | ---------- |
| -          | -          | Eliminados de la Liga de Campeones Élite 2025-26 | -          | 1          | -          |
| 1          | 1          | Arabia Saudita                                   | 103.148    | 1          | -          |
| 2          | 4          | Emiratos Árabes Unidos                           | 74.873     | 1          | -          |
| 3          | 5          | Catar                                            | 70.330     | 1          | -          |
| 4          | 6          | Irán                                             | 68.640     | 1          | -          |
| 5          | 9          | Uzbekistán                                       | 47.259     | 1          | -          |
| 6          | 10         | Irak                                             | 37.118     | 1          | -          |
| 7          | 12         | Jordania                                         | 30.403     | 2          | -          |
| 8          | 16         | Baréin                                           | 23.368     | 2          | -          |
| 9          | 17         | India                                            | 22.806     | 1          | 1          |
| 10         | 18         | Tayikistán                                       | 22.493     | 1          | 1          |
| 11         | 19         | Turkmenistán                                     | 20.217     | 0 (+1 LD)  | 1          |
| 12         | 20         | Omán                                             | 20.048     | 0          | 1          |
| Zona Este  |            |                                                  |            |            |            |
| Ranking    | Ranking    | Asociación                                       | Puntos     | Cupos      | Cupos      |
| Zona       | AFC        | Asociación                                       | Puntos     | Principal  | Preliminar |
| -          | -          | Eliminados de la Liga de Campeones Élite 2025-26 | -          | 1          | -          |
| 1          | 2          | Japón                                            | 96.999     | 1          | -          |
| 2          | 3          | Corea del Sur                                    | 93.600     | 1          | -          |
| 3          | 7          | China                                            | 57.764     | 1          | -          |
| 4          | 8          | Tailandia                                        | 49.546     | 2          | -          |
| 5          | 11         | Australia                                        | 34.703     | 1          | -          |
| 6          | 13         | Malasia                                          | 31.331     | 1          | -          |
| 7          | 14         | Vietnam                                          | 28.657     | 2          | -          |
| 8          | 15         | Hong Kong                                        | 26.888     | 2          | -          |
| 9          | 21         | Singapur                                         | 17.350     | 2          | -          |
| 10         | 24         | Filipinas                                        | 16.230     | 1          | 1          |
| 11         | 25         | Indonesia                                        | 14.816     | -          | 1          |
| 12         | 27         | Corea del Norte                                  | 13.923     | -          | -          |

## Equipos participantes

### Zona Oeste
| Club                   | Método de clasificación |
| Fase de grupos         | Fase de grupos |
| ---------------------- | --- |
| Sepahan                | Eliminados de la fase preliminar de la Liga de Campeones Élite de la AFC 2025-26                                                       |
| Al-Nassr               | Tercer lugar de la Liga Profesional Saudí 2024-25                                                                                      |
| Al Wasl                | Cuarto lugar de la UAE Pro League 2024-25                                                                                              |
| Al Ahli SC             | Cuarto lugar de la Qatar Stars League 2024-25                                                                                          |
| Esteghal Khuzestan     | Campeón de la Copa Hazfi 2024-25 |
| Andijon                | Campeón de la Copa de Uzbekistán 2024                                                                                                  |
| Al-Zawraa              | Subcampeón de la Liga de Estrellas de Irak 2024-25                                                                                     |
| Al-Hussein Irbid       | Campeón de la Liga Premier de Jordania 2024-25                                                                                         |
| Al-Wehdat              | Campeón de la Copa de Jordania 2024-25                                                                                                 |
| Muharraq               | Campeón de la Liga Premier de Baréin 2024-25                                                                                           |
| Al-Khaldiya SC         | Campeón de la Copa de Baréin 2024-25                                                                                                   |
| Mohun Bagan SG         | Campeón de la Superliga de India 2024-25                                                                                               |
| Istiklol               | Campeón de la Liga de Fútbol de Tayikistán 2024                                                                                        |
| FK Arkadag             | Campeón de la Liga Desafío de la AFC 2024-25 Campeón de la Liga Superior de Turkmenistán 2024 Campeón de la Copa de Turkmenistán 2024. |
| Fase preliminar        | |
| Goa                    | Campeón de la Super Copa de India 2025                                                                                                 |
| Regar-TadAZ Tursunzoda | Campeón de la Copa de Tayikistán 2024                                                                                                  |
| Ahal                   | Subcampeón de la Liga Superior de Turkmenistán 2024                                                                                    |
| Al-Seeb SC             | Campeón de la Liga Profesional de Omán 2024-25                                                                                         |

### Zona Este
| Club               | Método de clasificación                                                          |
| Fase de grupos     | Fase de grupos                                                                   |
| ------------------ | -------------------------------------------------------------------------------- |
| Bangkok United     | Eliminados de la fase preliminar de la Liga de Campeones Élite de la AFC 2025-26 |
| Gamba Osaka        | Cuarto lugar de la J1 League 2024                                                |
| Pohang Steelers    | Campeón de la Copa de Corea del Sur 2024                                         |
| Beijing Guoan      | Cuarto lugar de la Superliga de China 2024                                       |
| BG Pathum United   | Tercer lugar de la Liga de Tailandia 2024-25                                     |
| Ratchaburi         | Cuarto lugar de la Liga de Tailandia 2024-25                                     |
| Macarthur          | Campeón de la Copa Australia 2024                                                |
| Selangor           | Subcampeón de la Superliga de Malasia 2024-25                                    |
| Thép Xanh Nam Định | Campeón de la V.League 1 2024-25                                                 |
| Cong An Ha Noi     | Campeón de la Copa de Vietnam 2024-25                                            |
| Tai Po             | Campeón de la Liga Premier de Hong Kong 2024-25                                  |
| Eastern SC         | Campeón de la Copa FA de Hong Kong 2024-25                                       |
| Lion City Sailors  | Campeón de la Liga Premier de Singapur 2024-25                                   |
| Tampines Rovers    | Campeón de la Copa de Singapur 2024-25                                           |
| Kaya-Iloilo        | Campeón de la Liga de Fútbol de Filipinas 2024-25                                |
| Fase preliminar    |                                                                                  |
| Persib Bandung     | Campeón de la Liga 1 de Indonesia 2024-25                                        |
| Manila Digger      | Subcampeón de la Liga de Fútbol de Filipinas 2024-25                             |

## Calendario
| Escenario         | Ronda            | Sorteo                  | Ida                                         | Vuelta                                      |
| ----------------- | ---------------- | ----------------------- | ------------------------------------------- | ------------------------------------------- |
| Etapa preliminar  | Etapa preliminar | Por definir             | 13 de agosto de 2025                        | 13 de agosto de 2025                        |
| Fase de grupos    | Jornada 1        | 16 de agosto de 2024    | 16-18 de septiembre de 2024                 | 16-18 de septiembre de 2024                 |
| Fase de grupos    | Jornada 2        | 16 de agosto de 2024    | 30 de septiembre - 2 de octubre de 2025     | 30 de septiembre - 2 de octubre de 2025     |
| Fase de grupos    | Jornada 3        | 16 de agosto de 2024    | 21-23 de octubre de 2025                    | 21-23 de octubre de 2025                    |
| Fase de grupos    | Jornada 4        | 16 de agosto de 2024    | 4-6 de noviembre de 2025                    | 4-6 de noviembre de 2025                    |
| Fase de grupos    | Jornada 5        | 16 de agosto de 2024    | 25-27 de noviembre de 2025                  | 25-27 de noviembre de 2025                  |
| Fase de grupos    | Jornada 6        | 16 de agosto de 2024    | 9-11 de diciembre de 2025                   | 9-11 de diciembre de 2025                   |
| Fase eliminatoria | Octavos de final | 12 de diciembre de 2024 | 10-11 de febrero y 17-18 de febrero de 2026 | 11-12 de febrero y 18-19 de febrero de 2026 |
| Fase eliminatoria | Cuartos de final | 12 de diciembre de 2024 | 3-4 de marzo y 10-11 de marzo de 2026       | 4-5 de marzo y 11-12 de marzo de 2026       |
| Fase eliminatoria | Semifinales      | 12 de diciembre de 2024 | 7 y 14 de abril de 2026                     | 8 y 15 de abril de 2026                     |
| Fase eliminatoria | Final            | 12 de diciembre de 2024 | 16 de mayo de 2026                          | 16 de mayo de 2026                          |

## Etapa preliminar
En esta etapa de clasificación para cada región se determinó en función de la clasificación de la asociación de cada equipo y su clasificación dentro de su asociación, y el equipo de la asociación mejor clasificada fue el anfitrión del partido. Los equipos de la misma asociación no podían ser colocados en la misma eliminatoria. Los tres ganadores de esta etapa (dos de la Región Oeste y uno de la Este) avanzarán a la fase de grupos para unirse a los 29 participantes directos, mientras que los perdedores de esta ronda de clasificación ingresarán a la fase de grupos de la Liga Desafío de la AFC 2025-26.
| Equipo 1               | Resultado | Equipo 2 |
| ---------------------- | --------- | -------- |
| Goa                    | 2–1       | Al-Seeb  |
| Regar-TadAZ Tursunzoda | 1–2       | Ahal     |

| 13 de agosto de 2025 | Goa                      | 2:1 (1:0) | Al-Seeb    | Estadio Jawaharlal Nehru, Margao                      |                                                       |
| 19:30 (UTC+5:30)     | Dražić 24' · Siverio 52' | Reporte   | Nasser 60' | Asistencia: 12 314 espectadores Árbitro(s): Zhang Lei | Asistencia: 12 314 espectadores Árbitro(s): Zhang Lei |

| 13 de agosto de 2025 | Regar-TadAZ Tursunzoda | 1:2 (0:0) | Ahal                        | TALCO Arena, Tursunzoda                                 |                                                         |
| 17:00 (UTC+5)        | Atsam 64'              | Reporte   | Gürgenow 62' · Mirzoýew 82' | Asistencia: 6350 espectadores Árbitro(s): Choi Hyun-jai | Asistencia: 6350 espectadores Árbitro(s): Choi Hyun-jai |

| Equipo 1       | Resultado | Equipo 2      |
| -------------- | --------- | ------------- |
| Persib Bandung | 2–1       | Manila Digger |

| 13 de agosto de 2025 | Persib Bandung         | 2:1 (1:0) | Manila Digger | Estadio Gelora Bandung Lautan Api, Bandung                |                                                           |
| 19:00 (UTC+7)        | Asong 38' · Barros 76' | Reporte   | Joof 66'      | Asistencia: 5844 espectadores Árbitro(s): Omar Al-Yaqoubi | Asistencia: 5844 espectadores Árbitro(s): Omar Al-Yaqoubi |

## Sorteo
El sorteo de la Fase de grupos se realizó el 15 de agosto de 2025 en la AFC House en Kuala Lumpur, Malasia.
Los 32 equipos fueron sorteados en ocho grupos de cuatro: cuatro grupos en cada uno de los grupos de la Región Oeste (Grupos A–D) y la Región Este (Grupos E–H). Para cada región, los equipos fueron sembrados en cuatro bombos y sorteados en las posiciones relevantes dentro de cada grupo, en función de su clasificación de asociación y su clasificación dentro de su asociación. Los equipos de la misma asociación no podían ser sorteados en el mismo grupo.

## Fase de grupos

### Región Oeste

#### Grupo A
| Pos. | Equipo             | Pts. | PJ | G | E | P | GF | GC | Dif. | Clasificación             |  | WAS | EST | MUH | WEH |
| ---- | ------------------ | ---- | -- | - | - | - | -- | -- | ---- | ------------------------- |  | --- | --- | --- | --- |
| 1    | Al Wasl            | 0    | 0  | 0 | 0 | 0 | 0  | 0  | 0    | Avanza a Octavos de final |  | —   |     |     |     |
| 2    | Esteghal Khuzestan | 0    | 0  | 0 | 0 | 0 | 0  | 0  | 0    | Avanza a Octavos de final |  |     | —   |     |     |
| 3    | Muharraq           | 0    | 0  | 0 | 0 | 0 | 0  | 0  | 0    |                           |  |     |     | —   |     |
| 4    | Al-Wehdat          | 0    | 0  | 0 | 0 | 0 | 0  | 0  | 0    |                           |  |     |     | —   |     |

Los primeros partidos se disputarán el 17 de septiembre de 2025.
 Fuente: AFC
| Partidos            | Partidos                          | Partidos  | Partidos                          | Partidos            | Partidos                           | Partidos         | Partidos         |
| Local               |                                   | Resultado |                                   | Visitante           | Estadio                            | Fecha            | Hora             |
| ------------------- | --------------------------------- | --------- | --------------------------------- | ------------------- | ---------------------------------- | ---------------- | ---------------- |
| Al Wasl             | Bandera de Emiratos Árabes Unidos |           | Bandera de Irán                   | Esteghlal Khuzestan | Zabeel                             | 17 de septiembre | 20:00 (UTC+4)    |
| Muharraq            | Bandera de Baréin                 |           | Bandera de Jordania               | Al-Wehdat           | Sheikh Ali Bin Mohammed Al Khalifa | 17 de septiembre | 21:15 (UTC+3)    |
| Esteghlal Khuzestan | Bandera de Irán                   |           | Bandera de Baréin                 | Muharraq            | Azadi                              | 1 de octubre     | 19:30 (UTC+3:30) |
| Al-Wehdat           | Bandera de Jordania               |           | Bandera de Emiratos Árabes Unidos | Al Wasl             | Rey Abdullah II                    | 1 de octubre     | 19:00 (UTC+3)    |
| Esteghlal Khuzestan | Bandera de Irán                   |           | Bandera de Jordania               | Al-Wehdat           | Azadi                              | 22 de octubre    | 19:30 (UTC+3:30) |
| Muharraq            | Bandera de Baréin                 |           | Bandera de Emiratos Árabes Unidos | Al Wasl             | Sheikh Ali Bin Mohammed Al Khalifa | 22 de octubre    | 21:15 (UTC+3)    |
| Al Wasl             | Bandera de Emiratos Árabes Unidos |           | Bandera de Baréin                 | Muharraq            | Zabeel                             | 5 de noviembre   | 17:45 (UTC+4)    |
| Al-Wehdat           | Bandera de Jordania               |           | Bandera de Irán                   | Esteghlal Khuzestan | Rey Abdullah II                    | 5 de noviembre   | 21:15 (UTC+3)    |
| Al-Wehdat           | Bandera de Jordania               |           | Bandera de Baréin                 | Muharraq            | Rey Abdullah II                    | 29 de octubre    | 21:15 (UTC+3)    |
| Esteghlal Khuzestan | Bandera de Irán                   |           | Bandera de Emiratos Árabes Unidos | Al Wasl             | Azadi                              | 26 de noviembre  | 19:30 (UTC+3:30) |
| Al Wasl             | Bandera de Emiratos Árabes Unidos |           | Bandera de Jordania               | Al-Wehdat           | Zabeel                             | 24 de diciembre  | 20:00 (UTC+4)    |
| Muharraq            | Bandera de Baréin                 |           | Bandera de Irán                   | Esteghlal Khuzestan | Sheikh Ali Bin Mohammed Al Khalifa | 24 de diciembre  | 19:00 (UTC+3)    |

#### Grupo B
| Pos. | Equipo         | Pts. | PJ | G | E | P | GF | GC | Dif. | Clasificación             |  | AHL | AND | ARK | KHA |
| ---- | -------------- | ---- | -- | - | - | - | -- | -- | ---- | ------------------------- |  | --- | --- | --- | --- |
| 1    | Al Ahli SC     | 0    | 0  | 0 | 0 | 0 | 0  | 0  | 0    | Avanza a Octavos de final |  | —   |     |     |     |
| 2    | Andijon        | 0    | 0  | 0 | 0 | 0 | 0  | 0  | 0    | Avanza a Octavos de final |  |     | —   |     |     |
| 3    | FK Arkadag     | 0    | 0  | 0 | 0 | 0 | 0  | 0  | 0    |                           |  |     |     | —   |     |
| 4    | Al-Khaldiya SC | 0    | 0  | 0 | 0 | 0 | 0  | 0  | 0    |                           |  |     |     | —   |     |

Los primeros partidos se disputarán el 17 de septiembre de 2025.
 Fuente: AFC
| Partidos    | Partidos                | Partidos  | Partidos                | Partidos    | Partidos           | Partidos         | Partidos      |
| Local       |                         | Resultado |                         | Visitante   | Estadio            | Fecha            | Hora          |
| ----------- | ----------------------- | --------- | ----------------------- | ----------- | ------------------ | ---------------- | ------------- |
| Arkadag     | Bandera de Turkmenistán |           | Bandera de Uzbekistán   | Andijon     | Arkadag            | 17 de septiembre | 18:45 (UTC+5) |
| Al Ahli SC  | Bandera de Catar        |           | Bandera de Baréin       | Al-Khaldiya | Al Thumama         | 17 de septiembre | 19:00 (UTC+3) |
| Andijon     | Bandera de Uzbekistán   |           | Bandera de Catar        | Al Ahli SC  | Bobur Arena        | 1 de octubre     | 18:45 (UTC+5) |
| Al-Khaldiya | Bandera de Baréin       |           | Bandera de Turkmenistán | Arkadag     | Nacional de Baréin | 1 de octubre     | 21:15 (UTC+3) |
| Andijon     | Bandera de Uzbekistán   |           | Bandera de Baréin       | Al-Khaldiya | Bobur Arena        | 22 de octubre    | 18:45 (UTC+5) |
| Al Ahli SC  | Bandera de Catar        |           | Bandera de Turkmenistán | Arkadag     | Al Thumama         | 22 de octubre    | 19:00 (UTC+3) |
| Arkadag     | Bandera de Turkmenistán |           | Bandera de Catar        | Al Ahli SC  | Arkadag            | 5 de noviembre   | 18:45 (UTC+5) |
| Al-Khaldiya | Bandera de Baréin       |           | Bandera de Uzbekistán   | Andijon     | Nacional de Baréin | 5 de noviembre   | 19:00 (UTC+3) |
| Al-Khaldiya | Bandera de Baréin       |           | Bandera de Catar        | Al Ahli SC  | Nacional de Baréin | 29 de octubre    | 19:00 (UTC+3) |
| Andijon     | Bandera de Uzbekistán   |           | Bandera de Turkmenistán | Arkadag     | Bobur Arena        | 26 de noviembre  | 18:45 (UTC+5) |
| Arkadag     | Bandera de Turkmenistán |           | Bandera de Baréin       | Al-Khaldiya | Arkadag            | 24 de diciembre  | 21:00 (UTC+5) |
| Al Ahli SC  | Bandera de Catar        |           | Bandera de Uzbekistán   | Andijon     | Al Thumama         | 24 de diciembre  | 19:00 (UTC+3) |

#### Grupo C
| Pos. | Equipo           | Pts. | PJ | G | E | P | GF | GC | Dif. | Clasificación             |  | SEP | HUS | MBG | AHA |
| ---- | ---------------- | ---- | -- | - | - | - | -- | -- | ---- | ------------------------- |  | --- | --- | --- | --- |
| 1    | Sepahan          | 0    | 0  | 0 | 0 | 0 | 0  | 0  | 0    | Avanza a Octavos de final |  | —   |     |     |     |
| 2    | Al-Hussein Irbid | 0    | 0  | 0 | 0 | 0 | 0  | 0  | 0    | Avanza a Octavos de final |  |     | —   |     |     |
| 3    | Mohun Bagan SG   | 0    | 0  | 0 | 0 | 0 | 0  | 0  | 0    |                           |  |     |     | —   |     |
| 4    | Ahal             | 0    | 0  | 0 | 0 | 0 | 0  | 0  | 0    |                           |  |     |     | —   |     |

Los primeros partidos se disputarán el 17 de septiembre de 2025.
 Fuente: AFC
| Partidos         | Partidos                | Partidos  | Partidos                | Partidos         | Partidos                           | Partidos         | Partidos         |
| Local            |                         | Resultado |                         | Visitante        | Estadio                            | Fecha            | Hora             |
| ---------------- | ----------------------- | --------- | ----------------------- | ---------------- | ---------------------------------- | ---------------- | ---------------- |
| Mohun Bagan SG   | Bandera de la India     |           | Bandera de Turkmenistán | Ahal             | Vivekananda Yuba Bharati Krirangan | 16 de septiembre | 19:15 (UTC+5:30) |
| Al-Hussein Irbid | Bandera de Jordania     |           | Bandera de Irán         | Sepahan          | Internacional de Amán              | 16 de septiembre | 21:15 (UTC+3)    |
| Ahal             | Bandera de Turkmenistán |           | Bandera de Jordania     | Al-Hussein Irbid | Por determinar                     | 30 de septiembre | Por determinar   |
| Sepahan          | Bandera de Irán         |           | Bandera de la India     | Mohun Bagan SG   | Naghsh-e-Jahan                     | 30 de septiembre | 19:30 (UTC+3:30) |
| Ahal             | Bandera de Turkmenistán |           | Bandera de Irán         | Sepahan          | Por determinar                     | 21 de octubre    | Por determinar   |
| Al-Hussein Irbid | Bandera de Jordania     |           | Bandera de la India     | Mohun Bagan SG   | Internacional de Amán              | 21 de octubre    | 21:15 (UTC+3)    |
| Mohun Bagan SG   | Bandera de la India     |           | Bandera de Jordania     | Al-Hussein Irbid | Vivekananda Yuba Bharati Krirangan | 4 de noviembre   | 19:15 (UTC+5:30) |
| Sepahan          | Bandera de Irán         |           | Bandera de Turkmenistán | Ahal             | Naghsh-e-Jahan                     | 4 de noviembre   | 19:30 (UTC+3:30) |
| Ahal             | Bandera de Turkmenistán |           | Bandera de la India     | Mohun Bagan SG   | Por determinar                     | 25 de noviembre  | Por determinar   |
| Sepahan          | Bandera de Irán         |           | Bandera de Jordania     | Al-Hussein Irbid | Naghsh-e-Jahan                     | 25 de noviembre  | 19:30 (UTC+3:30) |
| Mohun Bagan SG   | Bandera de la India     |           | Bandera de Irán         | Sepahan          | Vivekananda Yuba Bharati Krirangan | 23 de diciembre  | 19:15 (UTC+5:30) |
| Al-Hussein Irbid | Bandera de Jordania     |           | Bandera de Turkmenistán | Ahal             | Internacional de Amán              | 23 de diciembre  | 16:45 (UTC+3)    |

#### Grupo D
| Pos. | Equipo    | Pts. | PJ | G | E | P | GF | GC | Dif. | Clasificación             |  | NAS | ZAW | IST | Goa |
| ---- | --------- | ---- | -- | - | - | - | -- | -- | ---- | ------------------------- |  | --- | --- | --- | --- |
| 1    | Al-Nassr  | 0    | 0  | 0 | 0 | 0 | 0  | 0  | 0    | Avanza a Octavos de final |  | —   |     |     |     |
| 2    | Al-Zawraa | 0    | 0  | 0 | 0 | 0 | 0  | 0  | 0    | Avanza a Octavos de final |  |     | —   |     |     |
| 3    | Istiklol  | 0    | 0  | 0 | 0 | 0 | 0  | 0  | 0    |                           |  |     |     | —   |     |
| 4    | Goa       | 0    | 0  | 0 | 0 | 0 | 0  | 0  | 0    |                           |  |     |     | —   |     |

Los primeros partidos se disputarán el 17 de septiembre de 2025.
 Fuente: AFC
| Partidos  | Partidos                  | Partidos  | Partidos                  | Partidos  | Partidos                | Partidos         | Partidos         |
| Local     |                           | Resultado |                           | Visitante | Estadio                 | Fecha            | Hora             |
| --------- | ------------------------- | --------- | ------------------------- | --------- | ----------------------- | ---------------- | ---------------- |
| Goa       | Bandera de la India       |           | Bandera de Irak           | Al-Zawraa | Pandit Jawaharlal Nehru | 17 de septiembre | 19:15 (UTC+5:30) |
| Al-Nassr  | Bandera de Arabia Saudita |           | Bandera de Tayikistán     | Istiklol  | Universidad Rey Saúd    | 17 de septiembre | 21:15 (UTC+3)    |
| Istiklol  | Bandera de Tayikistán     |           | Bandera de la India       | Goa       | Central Hisor           | 1 de octubre     | 18:45 (UTC+5)    |
| Al-Zawraa | Bandera de Irak           |           | Bandera de Arabia Saudita | Al-Nassr  | Al-Zawraa               | 1 de octubre     | 21:15 (UTC+3)    |
| Istiklol  | Bandera de Tayikistán     |           | Bandera de Irak           | Al-Zawraa | Central Hisor           | 22 de octubre    | 18:45 (UTC+5)    |
| Goa       | Bandera de la India       |           | Bandera de Arabia Saudita | Al-Nassr  | Pandit Jawaharlal Nehru | 22 de octubre    | 19:15 (UTC+5:30) |
| Al-Zawraa | Bandera de Irak           |           | Bandera de Tayikistán     | Istiklol  | Al-Zawraa               | 5 de noviembre   | 19:00 (UTC+3)    |
| Al-Nassr  | Bandera de Arabia Saudita |           | Bandera de la India       | Goa       | Universidad Rey Saúd    | 5 de noviembre   | 21:15 (UTC+3)    |
| Istiklol  | Bandera de Tayikistán     |           | Bandera de Arabia Saudita | Al-Nassr  | Central Hisor           | 26 de noviembre  | 18:45 (UTC+5)    |
| Al-Zawraa | Bandera de Irak           |           | Bandera de la India       | Goa       | Al-Zawraa               | 26 de noviembre  | 19:00 (UTC+3)    |
| Goa       | Bandera de la India       |           | Bandera de Tayikistán     | Istiklol  | Pandit Jawaharlal Nehru | 24 de diciembre  | 21:30 (UTC+5:30) |
| Al-Nassr  | Bandera de Arabia Saudita |           | Bandera de Irak           | Al-Zawraa | Universidad Rey Saúd    | 24 de diciembre  | 19:00 (UTC+3)    |

### Región Este

#### Grupo E
| Pos. | Equipo         | Pts. | PJ | G | E | P | GF | GC | Dif. | Clasificación             |  | BGU | MAC | TAI | CAH |
| ---- | -------------- | ---- | -- | - | - | - | -- | -- | ---- | ------------------------- |  | --- | --- | --- | --- |
| 1    | Beijing Guoan  | 0    | 0  | 0 | 0 | 0 | 0  | 0  | 0    | Avanza a Octavos de final |  | —   |     |     |     |
| 2    | Macarthur      | 0    | 0  | 0 | 0 | 0 | 0  | 0  | 0    | Avanza a Octavos de final |  |     | —   |     |     |
| 3    | Tai Po         | 0    | 0  | 0 | 0 | 0 | 0  | 0  | 0    |                           |  |     |     | —   |     |
| 4    | Cong An Ha Noi | 0    | 0  | 0 | 0 | 0 | 0  | 0  | 0    |                           |  |     |     | —   |     |

Los primeros partidos se disputarán el 17 de septiembre de 2025.
 Fuente: AFC
| Partidos       | Partidos                              | Partidos  | Partidos                              | Partidos       | Partidos                    | Partidos         | Partidos       |
| Local          |                                       | Resultado |                                       | Visitante      | Estadio                     | Fecha            | Hora           |
| -------------- | ------------------------------------- | --------- | ------------------------------------- | -------------- | --------------------------- | ---------------- | -------------- |
| Tai Po         | Bandera de Hong Kong                  |           | Bandera de Australia                  | Macarthur      | Mong Kok                    | 18 de septiembre | 18:00 (UTC+8)  |
| Beijing Guoan  | Bandera de la República Popular China |           | Bandera de Vietnam                    | Cong An Ha Noi | Estadio de los Trabajadores | 18 de septiembre | 20:15 (UTC+8)  |
| Macarthur      | Bandera de Australia                  |           | Bandera de la República Popular China | Beijing Guoan  | Campbelltown                | 2 de octubre     | 17:45 (UTC+10) |
| Cong An Ha Noi | Bandera de Vietnam                    |           | Bandera de Hong Kong                  | Tai Po         | Hàng Đẫy                    | 2 de octubre     | 19:15 (UTC+7)  |
| Tai Po         | Bandera de Hong Kong                  |           | Bandera de la República Popular China | Beijing Guoan  | Mong Kok                    | 23 de octubre    | 18:00 (UTC+8)  |
| Cong An Ha Noi | Bandera de Vietnam                    |           | Bandera de Australia                  | Macarthur      | Hàng Đẫy                    | 23 de octubre    | 19:15 (UTC+7)  |
| Macarthur      | Bandera de Australia                  |           | Bandera de Vietnam                    | Cong An Ha Noi | Campbelltown                | 6 de noviembre   | 18:45 (UTC+11) |
| Beijing Guoan  | Bandera de la República Popular China |           | Bandera de Hong Kong                  | Tai Po         | Estadio de los Trabajadores | 6 de noviembre   | 20:15 (UTC+8)  |
| Macarthur      | Bandera de Australia                  |           | Bandera de Hong Kong                  | Tai Po         | Campbelltown                | 27 de noviembre  | 18:45 (UTC+11) |
| Cong An Ha Noi | Bandera de Vietnam                    |           | Bandera de la República Popular China | Beijing Guoan  | Hàng Đẫy                    | 27 de noviembre  | 19:15 (UTC+7)  |
| Tai Po         | Bandera de Hong Kong                  |           | Bandera de Vietnam                    | Cong An Ha Noi | Mong Kok                    | 11 de diciembre  | 20:15 (UTC+8)  |
| Beijing Guoan  | Bandera de la República Popular China |           | Bandera de Australia                  | Macarthur      | Estadio de los Trabajadores | 11 de diciembre  | 20:15 (UTC+8)  |

#### Grupo F
| Pos. | Equipo             | Pts. | PJ | G | E | P | GF | GC | Dif. | Clasificación             |  | GAM | TXN | RAT | EAS |
| ---- | ------------------ | ---- | -- | - | - | - | -- | -- | ---- | ------------------------- |  | --- | --- | --- | --- |
| 1    | Gamba Osaka        | 0    | 0  | 0 | 0 | 0 | 0  | 0  | 0    | Avanza a Octavos de final |  | —   |     |     |     |
| 2    | Thép Xanh Nam Định | 0    | 0  | 0 | 0 | 0 | 0  | 0  | 0    | Avanza a Octavos de final |  |     | —   |     |     |
| 3    | Ratchaburi         | 0    | 0  | 0 | 0 | 0 | 0  | 0  | 0    |                           |  |     |     | —   |     |
| 4    | Eastern SC         | 0    | 0  | 0 | 0 | 0 | 0  | 0  | 0    |                           |  |     |     | —   |     |

Los primeros partidos se disputarán el 17 de septiembre de 2025.
 Fuente: AFC
| Partidos           | Partidos             | Partidos  | Partidos             | Partidos           | Partidos     | Partidos         | Partidos      |
| Local              |                      | Resultado |                      | Visitante          | Estadio      | Fecha            | Hora          |
| ------------------ | -------------------- | --------- | -------------------- | ------------------ | ------------ | ---------------- | ------------- |
| Gamba Osaka        | Bandera de Japón     |           | Bandera de Hong Kong | Eastern SC         | Suita City   | 17 de septiembre | 19:00 (UTC+9) |
| Thép Xanh Nam Định | Bandera de Vietnam   |           | Bandera de Tailandia | Ratchaburi         | Thiên Trường | 17 de septiembre | 19:15 (UTC+7) |
| Eastern SC         | Bandera de Hong Kong |           | Bandera de Vietnam   | Thép Xanh Nam Định | Mong Kok     | 2 de octubre     | 18:00 (UTC+8) |
| Ratchaburi         | Bandera de Tailandia |           | Bandera de Japón     | Gamba Osaka        | Ratchaburi   | 2 de octubre     | 19:15 (UTC+7) |
| Gamba Osaka        | Bandera de Japón     |           | Bandera de Vietnam   | Thép Xanh Nam Định | Suita City   | 22 de octubre    | 19:00 (UTC+9) |
| Ratchaburi         | Bandera de Tailandia |           | Bandera de Hong Kong | Eastern SC         | Mong Kok     | 22 de octubre    | 19:15 (UTC+7) |
| Eastern SC         | Bandera de Hong Kong |           | Bandera de Tailandia | Ratchaburi         | Mong Kok     | 5 de noviembre   | 20:15 (UTC+8) |
| Thép Xanh Nam Định | Bandera de Vietnam   |           | Bandera de Japón     | Gamba Osaka        | Thiên Trường | 5 de noviembre   | 19:15 (UTC+7) |
| Eastern SC         | Bandera de Hong Kong |           | Bandera de Japón     | Gamba Osaka        | Mong Kok     | 27 de noviembre  | 18:00 (UTC+8) |
| Ratchaburi         | Bandera de Tailandia |           | Bandera de Vietnam   | Thép Xanh Nam Định | Ratchaburi   | 27 de noviembre  | 17:00 (UTC+7) |
| Gamba Osaka        | Bandera de Japón     |           | Bandera de Tailandia | Ratchaburi         | Suita City   | 11 de diciembre  | 19:00 (UTC+9) |
| Thép Xanh Nam Định | Bandera de Vietnam   |           | Bandera de Hong Kong | Eastern SC         | Thiên Trường | 11 de diciembre  | 17:00 (UTC+7) |

#### Grupo G
| Pos. | Equipo            | Pts. | PJ | G | E | P | GF | GC | Dif. | Clasificación             |  | BAU | SEL | LCS | PER |
| ---- | ----------------- | ---- | -- | - | - | - | -- | -- | ---- | ------------------------- |  | --- | --- | --- | --- |
| 1    | Bangkok United    | 0    | 0  | 0 | 0 | 0 | 0  | 0  | 0    | Avanza a Octavos de final |  | —   |     |     |     |
| 2    | Selangor          | 0    | 0  | 0 | 0 | 0 | 0  | 0  | 0    | Avanza a Octavos de final |  |     | —   |     |     |
| 3    | Lion City Sailors | 0    | 0  | 0 | 0 | 0 | 0  | 0  | 0    |                           |  |     |     | —   |     |
| 4    | Persib Bandung    | 0    | 0  | 0 | 0 | 0 | 0  | 0  | 0    |                           |  |     |     | —   |     |

Los primeros partidos se disputarán el 17 de septiembre de 2025.
 Fuente: AFC
| Partidos          | Partidos             | Partidos  | Partidos             | Partidos          | Partidos                  | Partidos         | Partidos      |
| Local             |                      | Resultado |                      | Visitante         | Estadio                   | Fecha            | Hora          |
| ----------------- | -------------------- | --------- | -------------------- | ----------------- | ------------------------- | ---------------- | ------------- |
| Selangor          | Bandera de Malasia   |           | Bandera de Tailandia | Bangkok United    | MBPJ                      | 18 de septiembre | 18:00 (UTC+8) |
| Persib Bandung    | Bandera de Indonesia |           | Bandera de Singapur  | Lion City Sailors | Gelora Bandung Lautan Api | 18 de septiembre | 19:15 (UTC+7) |
| Lion City Sailors | Bandera de Singapur  |           | Bandera de Malasia   | Selangor          | Bishan                    | 1 de octubre     | 18:00 (UTC+8) |
| Bangkok United    | Bandera de Tailandia |           | Bandera de Indonesia | Persib Bandung    | Pathum Thani              | 1 de octubre     | 19:15 (UTC+7) |
| Bangkok United    | Bandera de Tailandia |           | Bandera de Singapur  | Lion City Sailors | Pathum Thani              | 23 de octubre    | 19:15 (UTC+7) |
| Persib Bandung    | Bandera de Indonesia |           | Bandera de Malasia   | Selangor          | Gelora Bandung Lautan Api | 23 de octubre    | 19:15 (UTC+7) |
| Lion City Sailors | Bandera de Singapur  |           | Bandera de Tailandia | Bangkok United    | Bishan                    | 6 de noviembre   | 18:00 (UTC+8) |
| Selangor          | Bandera de Malasia   |           | Bandera de Indonesia | Persib Bandung    | MBPJ                      | 6 de noviembre   | 20:15 (UTC+8) |
| Bangkok United    | Bandera de Tailandia |           | Bandera de Malasia   | Selangor          | Pathum Thani              | 26 de noviembre  | 19:15 (UTC+7) |
| Lion City Sailors | Bandera de Singapur  |           | Bandera de Indonesia | Persib Bandung    | Bishan                    | 26 de noviembre  | 20:15 (UTC+8) |
| Persib Bandung    | Bandera de Indonesia |           | Bandera de Tailandia | Bangkok United    | Gelora Bandung Lautan Api | 10 de diciembre  | 19:15 (UTC+7) |
| Selangor          | Bandera de Malasia   |           | Bandera de Singapur  | Lion City Sailors | MBPJ                      | 10 de diciembre  | 20:15 (UTC+8) |

#### Grupo H
| Pos. | Equipo           | Pts. | PJ | G | E | P | GF | GC | Dif. | Clasificación             |  | POH | BGP | KAY | TAM |
| ---- | ---------------- | ---- | -- | - | - | - | -- | -- | ---- | ------------------------- |  | --- | --- | --- | --- |
| 1    | Pohang Steelers  | 0    | 0  | 0 | 0 | 0 | 0  | 0  | 0    | Avanza a Octavos de final |  | —   |     |     |     |
| 2    | BG Pathum United | 0    | 0  | 0 | 0 | 0 | 0  | 0  | 0    | Avanza a Octavos de final |  |     | —   |     |     |
| 3    | Kaya-Iloilo      | 0    | 0  | 0 | 0 | 0 | 0  | 0  | 0    |                           |  |     |     | —   |     |
| 4    | Tampines Rovers  | 0    | 0  | 0 | 0 | 0 | 0  | 0  | 0    |                           |  |     |     | —   |     |

Los primeros partidos se disputarán el 17 de septiembre de 2025.
 Fuente: AFC
| Partidos         | Partidos                 | Partidos  | Partidos                 | Partidos         | Partidos                 | Partidos         | Partidos      |
| Local            |                          | Resultado |                          | Visitante        | Estadio                  | Fecha            | Hora          |
| ---------------- | ------------------------ | --------- | ------------------------ | ---------------- | ------------------------ | ---------------- | ------------- |
| Kaya-Iloilo      | Bandera de Filipinas     |           | Bandera de Singapur      | Tampines Rovers  | New Clark City Athletics | 18 de septiembre | 18:00 (UTC+8) |
| BG Pathum United | Bandera de Tailandia     |           | Bandera de Corea del Sur | Pohang Steelers  | Pathum Thani             | 18 de septiembre | 19:15 (UTC+7) |
| Pohang Steelers  | Bandera de Corea del Sur |           | Bandera de Filipinas     | Kaya-Iloilo      | Steelyard                | 2 de octubre     | 19:00 (UTC+9) |
| Tampines Rovers  | Bandera de Singapur      |           | Bandera de Tailandia     | BG Pathum United | Bishan                   | 2 de octubre     | 18:00 (UTC+8) |
| Tampines Rovers  | Bandera de Singapur      |           | Bandera de Corea del Sur | Pohang Steelers  | Bishan                   | 23 de octubre    | 18:00 (UTC+8) |
| Kaya-Iloilo      | Bandera de Filipinas     |           | Bandera de Tailandia     | BG Pathum United | New Clark City Athletics | 23 de octubre    | 18:00 (UTC+8) |
| Pohang Steelers  | Bandera de Corea del Sur |           | Bandera de Singapur      | Tampines Rovers  | Steelyard                | 6 de noviembre   | 19:00 (UTC+9) |
| BG Pathum United | Bandera de Tailandia     |           | Bandera de Filipinas     | Kaya-Iloilo      | Pathum Thani             | 6 de noviembre   | 19:15 (UTC+7) |
| Pohang Steelers  | Bandera de Corea del Sur |           | Bandera de Tailandia     | BG Pathum United | Steelyard                | 27 de noviembre  | 19:00 (UTC+9) |
| Tampines Rovers  | Bandera de Singapur      |           | Bandera de Filipinas     | Kaya-Iloilo      | Bishan                   | 27 de noviembre  | 20:15 (UTC+8) |
| BG Pathum United | Bandera de Tailandia     |           | Bandera de Singapur      | Tampines Rovers  | Pathum Thani             | 11 de diciembre  | 19:15 (UTC+7) |
| Kaya-Iloilo      | Bandera de Filipinas     |           | Bandera de Corea del Sur | Pohang Steelers  | New Clark City Athletics | 11 de diciembre  | 20:15 (UTC+8) |